# La Lapa
La Lapa este un oraș din Spania, situat în provincia Badajoz din comunitatea autonomă Extremadura. Are o populație de 307 de locuitori.